# Equipo FDC
El Equipo FDC (también llamado FDC Motor Sport) es una escudería argentina de automovilismo de velocidad creada en 2012 bajo el nombre PSG-16 Team por iniciativa del empresario Fernando Hidalgo, sobre la base de la exescudería HAZ Racing Team. El motivo de la creación de esta escudería fue para homenajear de alguna forma al fallecido piloto Guido Falaschi, cuya muerte tuvo lugar en la localidad de Balcarce, el 13 de noviembre de 2011 en un accidente fatal durante el desarrollo de la 15.ª fecha del calendario del Turismo Carretera.
Esta escudería tiene su base de operaciones en la localidad de Falda del Carmen, Provincia de Córdoba (las siglas del nombre actual del equipo hacen referencia a dicha localidad). Desde su inauguración, la escudería supo ser protagonista en las diferentes categorías que participó, teniendo su debut en 2012 compitiendo en las categorías Súper TC 2000 y Top Race V6, obteniendo importantes resultados, siendo el más relevante de ellos el campeonato del cordobés José María López en el torneo inaugural del STC 2000, al comando de un Ford Focus II.

## Historia

### Inicios
En 2011, la escudería HAZ Racing Team, propiedad del empresario futbolístico Fernando Hidalgo, participaba en dos categorías a la vez, siendo representante oficial de la marca Ford en el TC 2000, mientras que en el Turismo Carretera estaba identificada con las marcas Ford y Torino, siendo gran protagonista en la lucha por el campeonato, gracias a la actuación de su piloto Guido Falaschi. Sin embargo, el 13 de noviembre de 2011, durante la disputa de la 15.ª fecha del campeonato del TC en el Autódromo Juan Manuel Fangio de la ciudad de Balcarce, Falaschi sufriría un brutal accidente en el que perdería la vida, como producto principalmente de las falencias en las medidas de seguridad desplegadas por la categoría. La muerte de este piloto, fue el detonante para la decisión de Hidalgo (quien por ese entonces había asumido ya el control plenipotencial de la escudería) de abandonar la categoría como producto de la falta de respuestas por parte de las autoridades de la Asociación Corredores de Turismo Carretera, ante este brutal accidente. Asimismo, el empresario expresaría que con la muerte de este piloto, se cerraba también el ciclo del equipo HAZ, por lo que sobre la base del mismo, puso en marcha el plan de creación de la nueva escudería, la cual recibiría el nombre de PSG-16, siglas de la expresión Por Siempre Guido 16, haciendo alusión también al último número que usara Falaschi al momento de su muerte.

### 2012: Debut y primer título de pilotos

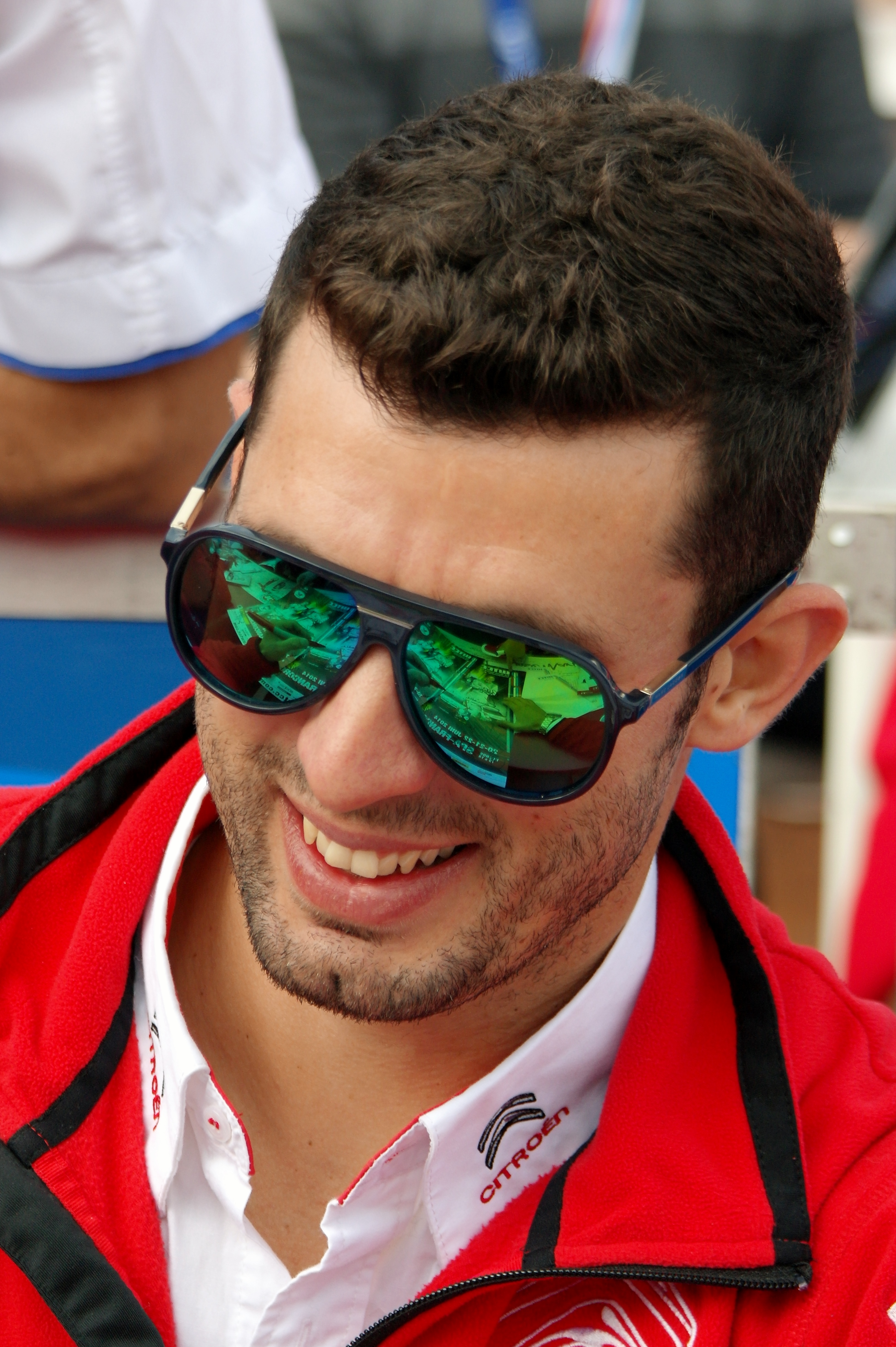
José María López (fotografiado en 2014) campeón con la escudería en 2012.

Tras estos trágicos sucesos, la escudería haría su presentación oficial en 2012, consiguiendo no solo la reafirmación de su participación en TC 2000, sino también el ingreso a la categoría Top Race V6. Lamentablemente, en el TC 2000 la escudería que venía de llevar el apoyo oficial de Ford Motor Argentina se encontraría con la noticia del abandono de dicha terminal por diferencias con la dirigencia de TC 2000, por lo que continuaría su participación de manera particular.
Por el lado del TRV6, la escudería conseguiría establecerse como equipo particular, sumando a sus filas al excampeón de Top Race Series, Gerardo Salaverría y al tricampeón de TC 2000 Matías Rossi. A su vez, la escudería conseguiría captar a sus primeros clientes al prestar asesoramiento a las escuderías CR Competición, del piloto chubutense Ariel Pacho, y SDE Pfening Competición, que ponía en pista al piloto santiagueño Marcos Vázquez.
En el año inaugural del Súper TC 2000 y de la renombrada escudería, la misma pondría en pista a los Ford Focus II usados por la ex-escudería oficial Ford, y llevando como pilotos a Carlos "Cacá" Bueno y Jorge Trebbiani, sumándose más tarde el cordobés José María López, quien terminaría consagrándose como el primer campeón de esta divisional.

### 2013

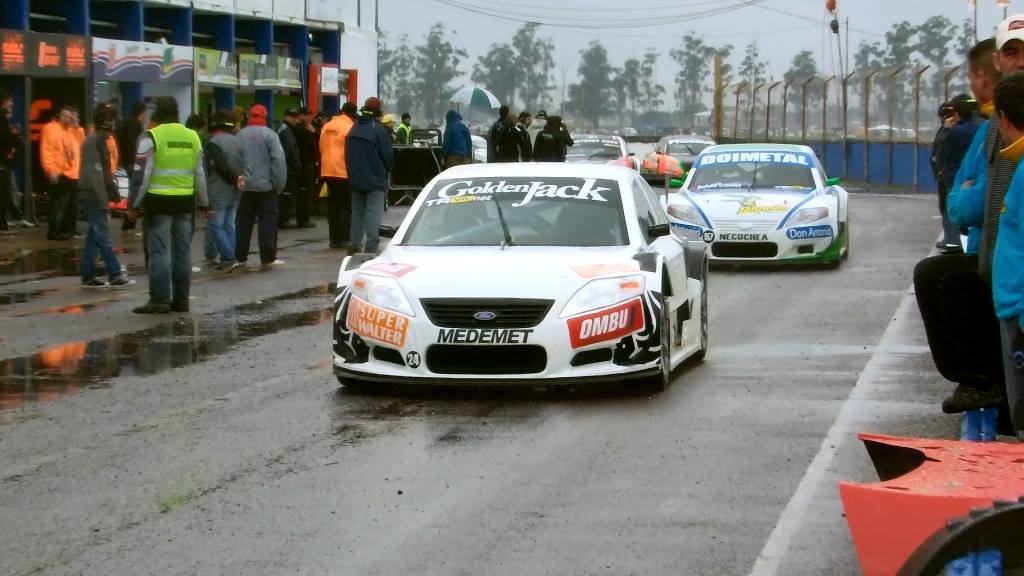
Facundo Ardusso en Chaco durante la etapa de otoño 2013 del Top Race.

En 2013, el equipo consiguió acordar con la terminal automotriz Fiat, a través de su filial Mopar Engineering, y con la firma petrolera Petronas, para factibilizar la creación de un equipo oficial de la marca italiana. Los pilotos elegidos fueron el campeón López y Facundo Ardusso, mientras que la unidad presentada para competir fue el Fiat Linea. A la par del equipo oficial, fue puesta en pista una estructura satélite, con los dos Focus de 2012, siendo designados para su conducción el uruguayo Gerardo Salaverría y el cordobés Ignacio Char. Mientras que en el TRV6, el equipo continuaría apostando a los modelos del año pasado, repitiendo la misma formación del Súper TC 2000, con López al comando del Ford Mondeo III n.º 37 y Ardusso sobre el Mondeo n.º 24.
A pesar de haber tenido un arranque prometedor, con el triunfo de Ardusso en la primera fecha del campeonato, corrida en el Circuito callejero de la Ciudad de Buenos Aires, el potencial de la escudería fue mermando con el correr de las fechas hasta terminar en la tercera colocación, por detrás de Renault y Toyota. Por otro lado, en el Top Race el equipo desplegaría un fuerte potencial ganador, con José María López como principal estandarte. Sin embargo, más allá de todo ello y de que López se haya adjudicado todas las etapas de clasificación en las que se dividía el campeonato, la definición se desarrolló con una fuerte polémica en la última fecha, cuando al transitar las últimas vueltas López superó a su rival Agustín Canapino, encaminándose a una consagración inobjetable. Pero la polémica llegaría por una denuncia por parte del equipo de Canapino, aduciendo un aparente toque por parte del cordobés en la maniobra de sobrepaso, en la cual Canapino se había despistado. Las autoridades de la competencia harían lugar al pedido del Sportteam, despojando a López y al PSG del campeonato, lo que provocaría finalmente el retiro de la escudería de esta categoría.

### 2014
Tras un 2013 ambivalente llegaría un 2014 con pocas luces, teniendo las incorporaciones de Christian Ledesma, Mariano Werner e Ignacio Julián para acompañar a Ardusso en el equipo y todos los esfuerzos concentrados en el campeonato del Súper TC 2000. Este año solamente se cosecharían dos triunfos de la mano de Werner y Ardusso, teniendo también unos cuantos podios por parte de estos dos últimos y de Ledesma. Tras esta temporada, se oficializó las salidas de Werner y Ledesma, como así también el regreso a la divisional TC 2000, presentando como base las dos unidades Honda Civic IX, con las que el equipo Sportteam se llevaran el título de pilotos.

### 2015-2016
En 2015 poniendo en pista las mencionadas unidades Honda Civic IX, conquistaría el título de pilotos del campeonato de TC 2000 de la mano de su piloto Emmanuel Cáceres, con su compañero de equipo Diego Ciantini finalizando en el puesto veinte. Mientras que por el lado del Súper TC2000, la escudería finalizaría en el tercer puesto del campeonato de equipos.
Al año siguiente, la escudería tendría un campeonato irregular en el Super TC2000 finalizando en el quinto puesto del campeonato de equipos. En el TC2000, por el otro lado, la escudería terminaría el año como subcampeona por detrás de la Escudería Fela.

### 2017-2019: Representante oficial de Citroën

#### 2017
Para el año 2017, la escudería anunció un convenio con la firma francesa Citroën para su representación oficial en Súper TC 2000, además de continuar con su proyecto en el «joven» TC 2000. Al mismo tiempo, fue anunciado un nuevo cambio en su denominación, pasando a ser conocido a partir de 2017 como FDC (en alusión a las siglas de la localidad de Falda del Carmen, donde se encuentran los cuarteles generales de la escudería).
El equipo tendría como pilotos a José Manuel Urcera, Esteban Guerrieri y Martín Moggia representando a la marca con tres Citroën C4 Lounge respectivamente. El FDC debutaría en la primera fecha en Buenos Aires y Urcera sería el máximo protagonista del fin de semana, obtieniendo la pole position, victoria en la carrera clasificatoria y victoria en la carrera final. El equipo tendría un funcionamiento irregular con el pasar de las fechas, a pesar de que en Termas de Río Hondo Guerrieri obtendría su primera victoria, carrera en la que Urcera finalizaría tercero. Guerrieri obtendría un podio más en su última carrera finalizando tercero en la última fecha en Alta Gracia, mientras que el FDC finalizaría en la quinta posición del campeonato de equipos.
Por el lado del TC2000, el equipo continuaría compitiendo como PSG-16 Team by FDC alistando dos Honda Civic IX (Sapag y Federico Iribarne) mientras que Marcelo Ciarrocchi competiría a bordo de un Fiat Linea. La temporada empezaría también con victoria esta vez de Ciarrocchi en la primera fecha (Alta Gracia) con su compañero Iribarne cerrando el podio en el tercer lugar. Ambos pilotos serían protagonistas a lo largo de la temporada, Iribarne finalizaría como subcampeón con dos victorias, Ciarrocchi terminaría en el cuarto puesto también con dos victorias, mientras que Sapag, que correría las últimas 5 fechas con un Citroën C4 Lounge, finalizaría en el decimoquinto puesto. Este año la escudería finalizó cuarta en el campeonato de equipos.
A fin de año Martín Moggia se desvincularía del equipo para pasar al Renault Sport. Por el otro lado, Guerrieri dejaría el país para competir en el WTCR con el Münnich Motorsport (representante oficial de Honda).

#### 2018
El 14 de marzo de 2018, el equipo presentó a sus pilotos para afrontar la temporada 2018 del STC2000: Urcera se mantendría en la estructura, mientras que Facundo Chapur y Federico Iribarne serían sus nuevos compañeros. Esta temporada el equipo terminaría nuevamente en el quinto puesto del campeonato de equipos, Chapur sería el piloto más protagonista del mismo con dos victorias ubicándose en el quinto lugar, mientras que Urcera (11°) e Irribarne (22°) tendrían un año más irregular.
Para el torneo del TC2000, Javier Ciabattari anunció que, al igual que en el Súper TC2000, el equipo representaría a Citroën con tres C4 Lounge. Sus pilotos serían Marcelo Ciarrocchi, José Manuel Sapag (que continuaron del año anterior) y Hernán Palazzo. El equipo sería el gran protagonista del torneo con sus tres pilotos finalizando en el top ten: Ciarrocchi se consagraría campeón por sobre Martín Chialvo, Palazzo terminó en el tercer puesto y Sapag se ubicó en el sexto, obteniendo entre ellos nueve victorias, lo que le daría el campeonato de equipos al FDC.

#### 2019
Para esta temporada, la categoría introdujo los nuevos motores turbo de 2000 cc de Oreca. El equipo presentó a sus pilotos a principios de abril: Chapur y Ciarrocchi (quien ascendió del TC2000) serían los únicos pilotos, con Iribarne y Urcera desvinculados del equipo. La escuadra finalizaría el campeonato de equipos en el quinto puesto por cuarto año consecutivo. Ciarrocchi obtendría la única victoria del equipo en Río Cuarto, ubicándose en el décimo puesto de la tabla, mientras que Chapur (que rescindió contrato con el equipo faltando dos fechas) finalizaría undécimo. José Manuel Sapag reemplazaría a Chapur para disputar las dos últimas fechas.
Para el campeonato de TC2000 continuaría Sapag mientras que sus nuevos compañeros serían Juan José Garriz y Matías Cravero. Entre ellos obtendrían 11 victorias y 7 podios y el equipo obtendría el bicampeonato como representante de Citroën.

### 2020-presente: Nueva etapa como equipo particular
El 22 de noviembre de 2019, Citroën anunció que se retiraba del Súper TC2000 y del WRC. Debido a esto el FDC competiría a partir de la temporada 2020 del Súper TC2000 y del TC2000 como equipo particular.
Sus pilotos para el STC2000 serían Marcelo Ciarrocchi, Juan José Garriz y José Manuel Sapag. La escudería continuaría utilizando el C4 Lounge. La temporada sería aplazada debido a la pandemia de COVID-19 y comenzaría el 18 de septiembre. Matías Cravero se sumaría al equipo para reemplazar a Sapag (compitiendo en Europa) en las fechas 3 y 4, luego Sapag se desvincularía del equipo para pasar al Monti Motorsport para disputar las dos últimas fechas. El equipo finalizaría sexto en el campeonato de equipos teniendo un año irregular con solo dos podios de Ciarrocchi, Garriz finalizaría apenas dos carreras entre los primeros diez sumando 4 puntos, mientras que Sapag y Cravero no conseguirían sumar ningún punto.

### Automovilismo Internacional
Desde principios de 2020, la escudería trabaja en conjunto con el equipo chileno de rally Point Cola Racing (con Martín Scuncio como principal piloto), utilizando las instalaciones de Falda del Carmen para la atención de sus Hyundai i20 R5, con Javier Ciabattari (director técnico del FDC) como encargado de la parte de ingeniería. Junto a este equipo, el FDC compite en el Rally Mobil y el Rally Argentino.

## Otras actividades
Durante la pandemia de COVID-19 y en medio de la cuarentena impuesta por el gobierno, el equipo desarrolló mediante su unidad FDC Advanced un dispositivo de desinfección llamado B-Logic, el cual funciona con ozono. Según explicó Javier Ciabattari a Télam: "Se trata de un electrodoméstico totalmente hermético en el que se introducen los alimentos, ropa u otros elementos y son expuestos por varios minutos a una alta concentración de ozono, asegurando su correcta desinfección sin modificar sus propiedades y, con ello, deteniendo la propagación y circulación del virus". El dispositivo está disponible en dos versiones: Como electrodoméstico de uso domiciliario, comercial o institucional (con capacidades de 140 a 220 litros), y como caja transportable para bicicletas o motos para entrega a domicilio (con capacidad de 40x40x40 cm).

## Estadísticas

### Marcas representadas y modelos utilizados
| Turismo Competición 2000 | Turismo Competición 2000 | Turismo Competición 2000 | Turismo Competición 2000 |
| Marcas                   | Modelos                  | Años                     | Ref.                     |
| ------------------------ | ------------------------ | ------------------------ | ------------------------ |
| Ford                     | Ford Focus II            | 2012-2013                | [ 6 ] [ 60 ]             |
| Fiat                     | Fiat Linea               | 2013-2016                | [ 10 ] [ 61 ]            |
| Citroën                  | Citroën C4 Lounge        | 2017-Presente            | [ 62 ]                   |
| TC2000 Series            |                          |                          |                          |
| Marcas                   | Modelos                  | Años                     | Ref.                     |
| Ford                     | Ford Focus II            | 2012, 2020               | [ 63 ] [ 64 ]            |
| Honda                    | Honda Civic IX           | 2015-2017                | [ 16 ]                   |
| Fiat                     | Fiat Linea               | 2016-2017                | [ 65 ]                   |
| Citroën                  | Citroën C4 Lounge        | 2017-Presente            | [ 30 ] [ 66 ]            |
| Top Race V6              |                          |                          |                          |
| Marcas                   | Modelos                  | Años                     | Ref.                     |
| Ford                     | Ford Mondeo III          | 2012-2013                | [ 67 ] [ 68 ]            |

### Campeonatos logrados
| Campeonatos de Pilotos   | Campeonatos de Pilotos   | Campeonatos de Pilotos        | Campeonatos de Pilotos   | Campeonatos de Pilotos   |
| Turismo Competición 2000 | Turismo Competición 2000 | Turismo Competición 2000      | Turismo Competición 2000 | Turismo Competición 2000 |
| #                        | Año                      | Piloto                        | Automóvil                | Ref.                     |
| ------------------------ | ------------------------ | ----------------------------- | ------------------------ | ------------------------ |
| 1                        | 2012                     | José María López              | Ford Focus II            | [ 69 ]                   |
| TC2000 Series            |                          |                               |                          |                          |
| #                        | Año                      | Piloto                        | Automóvil                | Ref.                     |
| 1                        | 2015                     | Emmanuel Cáceres              | Honda Civic IX           | [ 70 ]                   |
| 2                        | 2018                     | Marcelo Ciarrocchi            | Citroën C4 Lounge        | [ 38 ]                   |
| Campeonatos de Equipos   |                          |                               |                          |                          |
| TC2000 Series            |                          |                               |                          |                          |
| #                        | Año                      | Denominación                  | Automóvil                | Ref.                     |
| 1                        | 2018                     | Citroën Total Racing Team PSG | Citroën C4 Lounge        | [ 38 ]                   |
| 2                        | 2019                     | Citroën Total Racing Team PSG | Citroën C4 Lounge        | [ 71 ]                   |
| 3                        | 2020                     | FDC Motor Sports              | Citroën C4 Lounge        | [ 72 ]                   |

### Pilotos ganadores
| Turismo Competición 2000 | Turismo Competición 2000 | Turismo Competición 2000 | Turismo Competición 2000 | Turismo Competición 2000 | Turismo Competición 2000           |
| #                        | Piloto                   | Automóvil                | Victorias                | Temporadas               | Ref.                               |
| ------------------------ | ------------------------ | ------------------------ | ------------------------ | ------------------------ | ---------------------------------- |
| 1                        | José María López         | Ford Focus II            | 4                        | 2012                     | [ 60 ]                             |
| 1                        | José María López         | Fiat Linea               | 1                        | 2013                     | [ 73 ]                             |
| 2                        | Facundo Ardusso          | Fiat Linea               | 3                        | 2013-2015                | [ 73 ]                             |
| 3                        | Mariano Werner           | Fiat Linea               | 1                        | 2014                     | [ 73 ]                             |
| 4                        | Bernardo Llaver          | Fiat Linea               | 2                        | 2016                     | [ 73 ]                             |
| 5                        | José Manuel Urcera       | Fiat Linea               | 1                        | 2015-2016                | [ 73 ]                             |
| 5                        | José Manuel Urcera       | Citroën C4 Lounge        | 2                        | 2017-2018                | [ 62 ]                             |
| 6                        | Esteban Guerrieri        | Citroën C4 Lounge        | 1                        | 2017                     | [ 62 ]                             |
| 7                        | Facundo Chapur           | Citroën C4 Lounge        | 3                        | 2015, 2018-2019          | [ 62 ]                             |
| 8                        | Marcelo Ciarrocchi       | Citroën C4 Lounge        | 2                        | 2018-Presente            | [ 62 ]                             |
| TC2000 Series            |                          |                          |                          |                          |                                    |
| #                        | Piloto                   | Automóvil                | Victorias                | Temporadas               | Ref.                               |
| 1                        | Gerardo Salaverría       | Ford Focus II            | 1                        | 2012                     | [ 74 ]                             |
| 2                        | Emmanuel Cáceres         | Honda Civic IX           | 3                        | 2015                     | [ 75 ]                             |
| 2                        | Emmanuel Cáceres         | Fiat Linea               | 3                        | 2016                     | [ 75 ]                             |
| 3                        | Martín Moggia            | Honda Civic IX           | 1                        | 2016                     | [ 76 ]                             |
| 3                        | Martín Moggia            | Fiat Linea               | 2                        | 2016                     | [ 77 ]                             |
| 4                        | Diego Azar               | Honda Civic IX           | 1                        | 2016                     | [ 78 ]                             |
| 5                        | Marcelo Ciarrocchi       | Fiat Linea               | 2                        | 2017                     | [ 79 ]                             |
| 5                        | Marcelo Ciarrocchi       | Citroën C4 Lounge        | 5                        | 2018                     | [ 79 ]                             |
| 6                        | Federico Iribarne        | Honda Civic IX           | 2                        | 2017                     | [ 80 ] [ 81 ]                      |
| 7                        | José Manuel Sapag        | Honda Civic IX           | 1                        | 2016-2017                | [ 82 ]                             |
| 7                        | José Manuel Sapag        | Citroën C4 Lounge        | 5                        | 2017-2019                | [ 83 ] [ 84 ] [ 85 ] [ 86 ] [ 87 ] |
| 8                        | José Hernán Palazzo      | Citroën C4 Lounge        | 4                        | 2018-2019                | [ 88 ] [ 89 ]                      |
| 9                        | Matías Cravero           | Citroën C4 Lounge        | 10                       | 2019-2021                | [ 90 ]                             |
| 10                       | Juan José Garriz         | Citroën C4 Lounge        | 4                        | 2018-2019                | [ 91 ]                             |
| 11                       | Rodrigo Aramendia        | Citroën C4 Lounge        | 8                        | 2020-Presente            | [ 92 ]                             |
| 12                       | Víctor Cornejo           | Ford Focus II            | 1                        | 2020                     | [ 93 ]                             |
| 13                       | Javier Scuncio Moro      | Citroën C4 Lounge        | 1                        | 2020-Presente            | [ 94 ]                             |
| Top Race V6              |                          |                          |                          |                          |                                    |
| #                        | Piloto                   | Automóvil                | Victorias                | Temporadas               | Ref.                               |
| 1                        | Matías Rossi             | Ford Mondeo III          | 2                        | 2012                     | [ 95 ] [ 96 ]                      |
| 2                        | José María López         | Ford Mondeo III          | 2                        | 2013                     | [ 97 ] [ 98 ]                      |
| 3                        | Facundo Ardusso          | Ford Mondeo III          | 1                        | 2013                     | [ 99 ]                             |